# Niveau d'activité physique
Pour les articles homonymes, voir NAP.

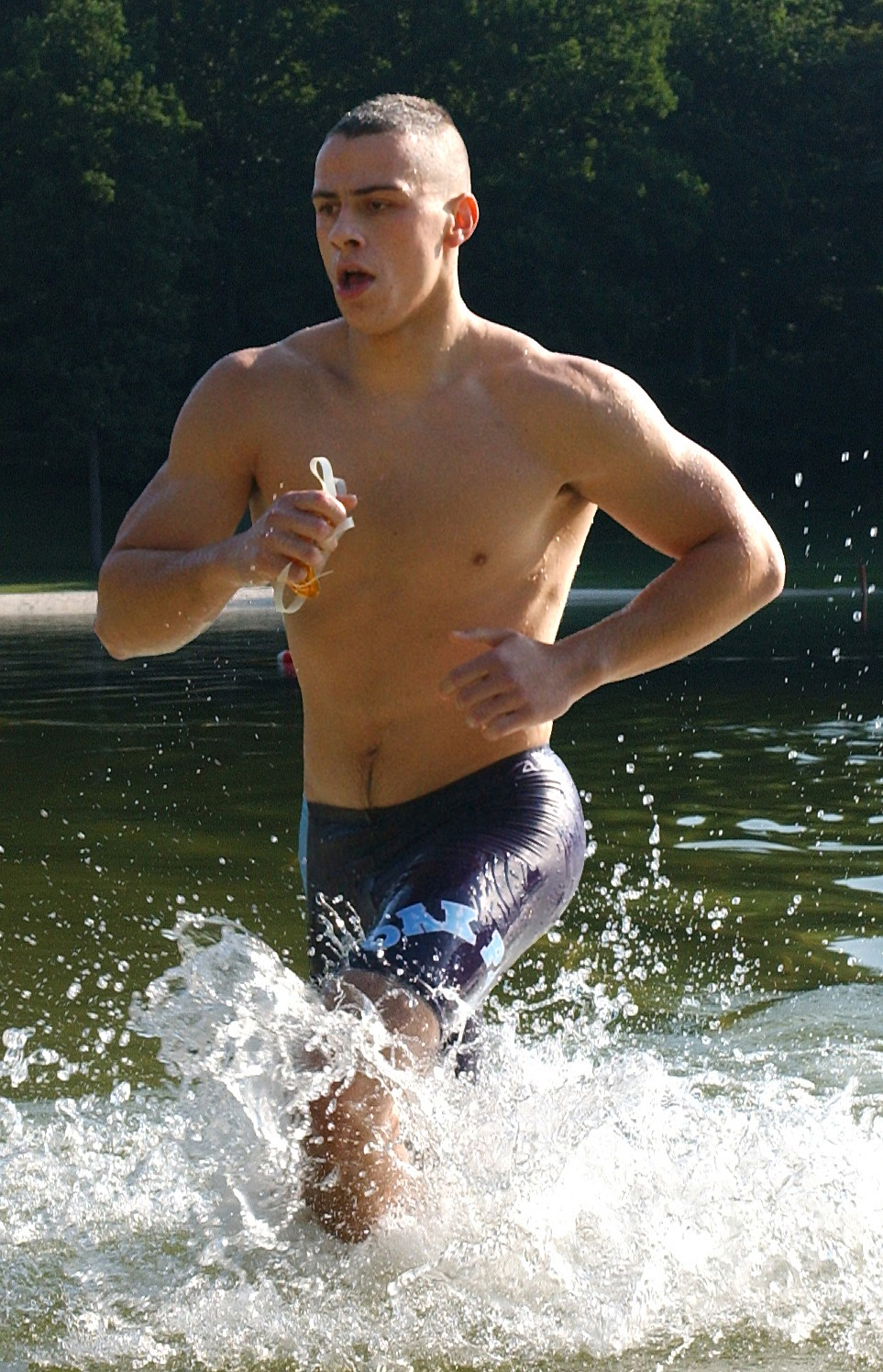
Candidat à un triathlon en 2005.

Le niveau d'activité physique (NAP) est une façon d'exprimer l'activité physique quotidienne d'une personne sous forme d'une échelle allant de 1 à 10, permettant d'estimer sa dépense énergétique tout au long de la journée,.
Il peut être utilisé, en combinaison avec le métabolisme de base (MB), pour calculer la quantité d'énergie qu'une personne a besoin de consommer chaque jour : la dépense énergétique journalière (DEJ), pour maintenir un style de vie particulier.
Il est dépendant des déplacements de la personne, du niveau de difficulté de son emploi ou des activités qu'elle pratique, et de sa pratique sportive.
La valeur du NAP est représentative de ce que la personne est et fait lors du calcul. À partir du moment où elle change ses habitudes, cette valeur change automatiquement.

## Définition
Le niveau d'activité physique est défini pour une personne adulte, non-enceinte et non-allaitante. Il est égal à la dépense énergétique journalière (DEJ) de cette personne, divisée par son métabolisme de base (MB) :
{\displaystyle {\text{NAP}}={\frac {\text{DEJ/24 h}}{\text{MB}}}}
Le NAP peut également être estimé sur la base d'une liste d'activités physiques qu'une personne effectue au jour le jour. Chaque activité est liée à un certain nombre, le ratio de l'activité physique. Le NAP est alors la moyenne pondérée dans le temps du ratio de l'activité physique.

## Exemples de profils
Le tableau suivant donne des valeurs du niveau d'activité physique pour cinq différents profils, :
| Profil               | Exemple                                                                     | NAP         |
| -------------------- | --------------------------------------------------------------------------- | ----------- |
| Extrêmement inactif  | Personne atteinte d'une paralysie cérébrale.                                | < 1,40      |
| Sédentaire           | Moins de 30 minutes d'activité par jour (marche, course à pied…).           | 1,40 – 1,69 |
| Modérément actif     | Personne travaillant dans le domaine de la construction ou de la mécanique. | 1,70 – 1,99 |
| Vigoureusement actif | Personne faisant deux heures de natation chaque jour.                       | 2,00 – 2,40 |
| Très actif           | Cycliste participant régulièrement à des compétitions.                      | > 2,40      |